# Borkowice (Brzeg)
Borkowice [pronunciación en polaco: /bɔrkɔˈvit͡sɛ/] (en alemán: Borkwitz) es un pueblo en el distrito administrativo de Gmina Lewin Brzeski, dentro del Distrito de Brzeg, Voivodato de Opole, en el sudoeste de Polonia. Se encuentra aproximadamente 8 kilómetros al este de Lewin Brzeski, 23 kilómetros al sudeste de Brzeg, y 17 kilómetros al noroeste de la capital regional, Opole.
Hasta 1945 el área era parte de Alemania (véase Territorios Polacos Recuperados).